# Rick Santorum
Richard John "Rick" Santorum (født 10. maj 1958 i Winchester, Virginia) er en amerikansk republikansk politiker. Han har repræsenteret delstaten Pennsylvania i begge kamre i Kongressen, først i Repræsentanternes Hus 1991-1995 og senere i senatet 1995-2007.
Han er blandt republikanske præsidentkandidater til det amerikanske præsidentvalg 2012.
Der er desuden blevet ført en negativkampagne mod ham pga. hans konservative holdninger.
Den 10. april 2012 meddelte han på et pressemøde, at han ville droppe sit kandidatur i kampen om at blive republikanernes udfordrer til Barack Obama ved præsidentvalget i november.
I 2016 stillede han op igen, men droppede også sit kandidatur om at blive Hillary Clintons udfordrer ved præsidentvalget i november.

## = Eksterne henvisninger
- Wikimedia Commons har flere filer relateret til Rick Santorum 
=
- Biographical Directory of the United States Congress
- Santorumism af Laurence M. Vance
- Santorum Agaist the World Arkiveret 11. december 2008 hos  Wayback Machine af Michael Brendan Dougherty